# حشره‌خوار اسکالتر
 حشره‌خوار اسکالتر (نام علمی: Sorex sclateri) نام یک گونه از سرده حشره‌خوارهای دم‌دراز است.